# Jerry Harrison
Jeremiah Griffin Harrison (21 de febrero de 1949) es un compositor, músico y productor estadounidense. Alcanzó la fama como teclista y guitarrista para la banda de New wave Talking Heads y como un miembro original de The Modern Lovers.

## Carrera
Nacido en Milwaukee, Wisconsin, Harrison tocó con Jonathan Richman en The Modern Lovers cuando era un estudiante de arquitectura en la Universidad de Harvard. Harrison se unió a The Modern Lovers a inicios de 1971, tocando en su álbum debut en 1972 (no lanzado hasta 1976) y lo dejó en febrero de 1974 cuando Richman expresó que quería tocar sus canciones de una manera más tranquila. Harrison se unió a Talking Heads 1976 y la primera vez que tocó con ellos fue en septiembre del mismo año en el Manhattan Ocean Club.
Los álbumes de solista de Harrison incluyen The Red and the Black, Casual Gods y Walk on Water.

## Discografía

### Talking Heads
Véase: Discografía de Talking Heads en la página oficial.

### Álbumes como solista
- The Red and the Black (1981)
- Casual Gods (1987)
- Walk on Water (1990)

### Sencillos
- Five Minutes (1984)
- Rev it Up (1987)
- Man With A Gun (1987)
- Cherokee Chief (1988)
- Flying Under Radar (1990)